# Du forsvinder
Du forsvinder  er en dansk film fra 2017, baseret på Christian Jungersens roman af samme navn. Filmen er instrueret af Peter Schønau Fog, og i rollelisten ses bl.a. Trine Dyrholm og Nikolaj Lie Kaas.

## Medvirkende
- Trine Dyrholm som Mia
- Nikolaj Lie Kaas som Frederik
- Michael Nyqvist som Bernard
- Thomas Guldberg Madsen som Ian